# Мурахтов, Павел Кузьмич

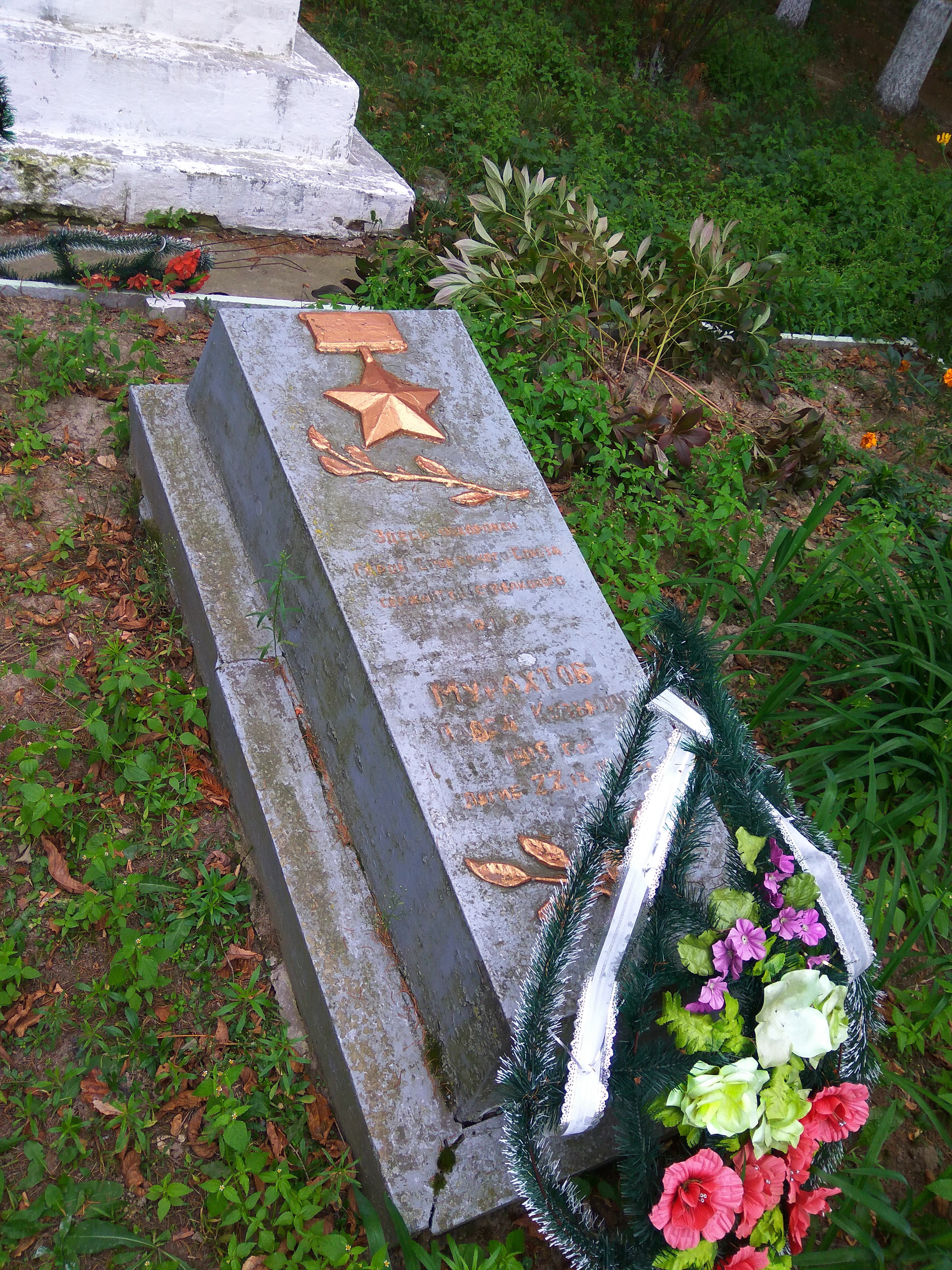
Могила П.К. Мурахтова в с. Андреевка

Павел Кузьмич Мурахтов (1918—1943) — сержант Рабоче-крестьянской Красной Армии, участник Великой Отечественной войны, Герой Советского Союза (1944).

## Биография
Родился 22 января в 1918 года в городе Каменское. В июне 1939 года он был призван на службу в Военно-морской флот СССР. С июля 1941 года — на фронтах Великой Отечественной войны. В боях был ранен. К сентябрю 1943 года сержант Павел Мурахтов командовал взводом пешей разведки 894-го стрелкового полка 211-й стрелковой дивизии 28-го стрелкового корпуса 13-й армии Центрального фронта. Отличился во время битвы за Днепр.
19 сентября 1943 года во главе разведгруппы переправился через Десну и направился на разведку в селе Карховка Черниговского района Черниговской области Украинской ССР. За два километра до села группа была обнаружена и атакована противником. Ответив отказом на предложение о сдаче в плен, бросился с гранатой под вражескую бронемашину, ценой своей жизни уничтожив её. Этот его поступок позволил прорваться остальным разведчикам. Похоронен в братской могиле в селе Андреевка Черниговского района.
Указом Президиума Верховного Совета СССР «О присвоении звания Героя Советского Союза генералам, офицерскому, сержантскому и рядовому составу Красной Армии» от 10 января 1944 года за «образцовое выполнение боевых заданий командования на фронте борьбы с немецко-фашистскими захватчиками и проявленные при этом отвагу и геройство» удостоен посмертно высокого звания Героя Советского Союза. Также был награждён орденом Ленина и медалью.
В его честь названы улица в Чернигове, улица и школа в Каменском, установлен бюст в Каменском.